# Fromy
Fromy é uma comuna francesa na região administrativa de Grande Leste, no departamento Ardenas. Estende-se por uma área de 3,75 km². Em 2010 a comuna tinha 84 habitantes (densidade: 22,4 hab./km²).